# USS Freedom (LCS-1)
Pour les autres navires du même nom, voir USS Freedom.
L’USS Freedom LCS-1 est le premier navire Littoral combat ship de classe Freedom. C'est le troisième navire de la marine des États-Unis à prendre ce nom. Il est officiellement entré en service le 18 septembre 2008.

## Historique

### Conception
L'USS Freedom est le premier navire issu de deux conceptions radicalement différentes de Littoral combat ship (LCS), l'autre étant l'USS Independence (LCS-2), un trimaran construit par General Dynamics et Austal USA (en) au chantier naval Bath Iron Works à Mobile dans Alabama. L'USS Freedom est conçu pour être un navire de surface rapide, maniable et capable de missions telles que la lutte anti-mines, la lutte anti-sous-marine, le combat de surface et l'aide humanitaire.
Le concept opérationnel mis en œuvre par l'USS Freedom prévoit son déploiement à l'intérieur d'une escadre composée de deux ou trois navires, et qui opèrent dans les eaux littorales en soutien aux opérations de l'US Navy (ou d'autres navires de surface de alliés). Le concept opérationnel est directement issu de la nouvelle stratégie maritime de l'US Navy, « A Cooperative Strategy for 21st Century Seapower ». Ses capacités lui garantissent un avantage en eaux peu profondes dans les missions de guerre anti-sous-marine, lutte contre les mines et défense contre des petites embarcations. Les navires LCS sont pensés pour être mis en réseau afin de partager les informations tactiques avec les autres unités. L'USS Freedom sera initialement basé à San Diego, avec deux équipages qui alterneront quatre mois de service en mer.
Le Congressional Budget Office estime que le carburant ne représentera que 8 à 18 % des coûts totaux du cycle de vie du navire. Le sénateur Jeff Sessions a dénoncé le rapport en question et suggéré que l'USS Independence serait bien moins économe en carburant que prévu, et que cela aurait un impact négatif sur son utilisation future.
Le bateau est un monocoque en acier avec une superstructure en aluminium. Les matériaux et le design le rendent très difficile à repérer pour les systèmes radar. Le navire est long de 115 m, a un déplacement de 3 000 tonnes et peut dépasser les 45 nœuds. Quatre générateurs Diesel Fincantieri Isotta Fraschini de 750 kilowatts fournissent au total 3 MW d'énergie électrique pour alimenter les systèmes du navire.
Le pont d'envol est 1,5 fois plus grand que celui d'un navire de surface standard, et utilise un système de déplacement Trigon pour déplacer hélicoptères dans et hors du hangar. Le navire dispose de deux moyens pour lancer et récupérer les équipages en mission : une rampe arrière et une porte tribord près de la ligne de flottaison. Le pont avant possède une zone d'armement modulaire qui peut être utilisée avec une tourelle de 57 mm ou un lanceur de missiles. Une cellule de missiles RIM-116 RAM est montée au-dessus du hangar, afin d'assurer une défense à courte portée contre les avions et missiles de croisière.
L'équipage de base comprend une cinquantaine de marins, généralement accompagnés d'un groupe d'intervention spécial et d'un détachement aéronaval, portant le total à environ 90 hommes. L'automatisation permet un équipage réduit, ce qui réduit considérablement les coûts d'exploitation.

### Construction

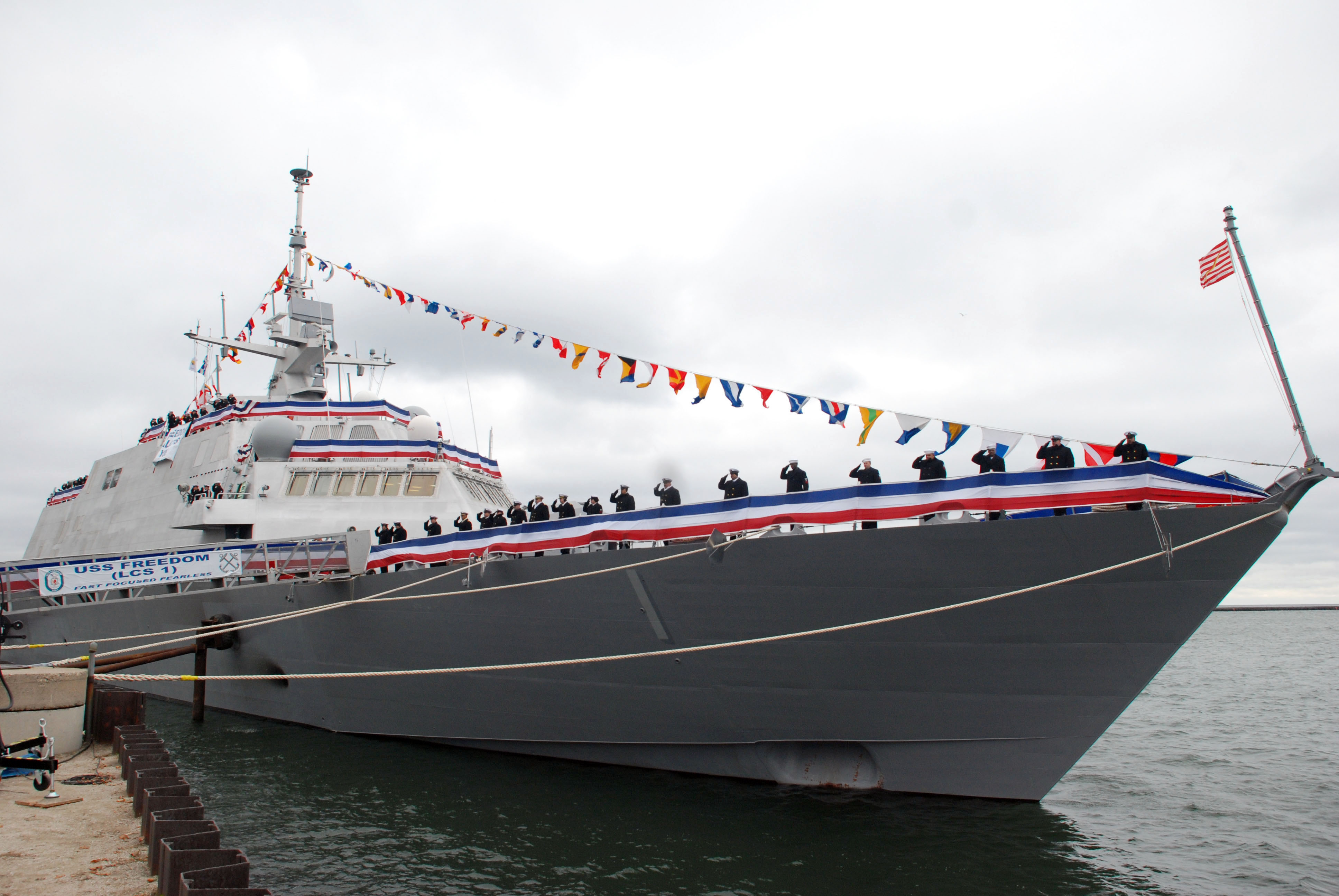
Cérémonie de commission de l'USS Freedom (LCS-1).

Le contrat de construction a été attribué à un consortium chapeauté par Lockheed Martin et formé de Lockheed Martin, Gibbs & Cox, Marinette Marine et Bollinger Shipyards (en) en mai 2004. Sa quille est posée le 2 juin 2005, par Marinette Marine, à Marinette (Wisconsin). Le navire a été parrainé par Birgit Smith, la veuve du sergent de 1re classe Paul Ray Smith, à qui a été décerné à titre posthume la Medal of Honor pour sa participation à la Guerre d'Irak. Les initiales de Mme Smith sont soudées sur la quille du navire. Une médaille de Saint-Christophe est intégrée dans le mât du navire.
L'USS Freedom est baptisé le 23 septembre 2006,. Il est livré à la marine américaine le 18 septembre 2008 et mis en service à Milwaukee le 8 novembre 2008.
Les dépassements des coûts de construction ont conduit le gouvernement à ordonner une pause dans la construction en janvier 2007. Le 25 avril 2008, le quotidien New York Times publie un article très critique, en déclarant que l'USS Freedom (LCS-1) et son concurrent l'USS Independence démontraient l'échec du programme de navire Littoral combat ship de l'US Navy.
Avant la livraison, le Board of Inspection and Survey (en) (INSURV) de la marine effectue des essais à bord du LCS-1, du 17 au 21 août 2008. L'INSURV qualifie le navire de bien construit et recommande que le chef des Opérations navales autorise la livraison du navire. Les essais ont été réalisés sur le lac Michigan, cependant, un certain nombre de systèmes du navire, y compris les systèmes de surveillance aérienne et de combat, n'ont pas pu être testés. De nouveaux essais sont effectués avec l'INSURV début 2009 à Norfolk en plein océan. L'inspection découvre un total de 2 600 divergences, dont 21 sont considérées comme majeures. Un des problèmes du navire vient de sa masse, car il est 6 % plus lourd que prévu. En cause, des changements de conception effectués lors de la construction. L'US Navy déclare que le navire nécessite des procédures d'exploitation particulières jusqu'à la résolution de ces problèmes. La solution retenue est d'installer des réservoirs externes supplémentaires pour améliorer la flottabilité. La marine déclare que LCS-1 réunit désormais le niveau d'exigence nécessaire, et que la conception de l'USS Fort Worth intègre ces améliorations de stabilité.
Le 12 juin 2009, la marine confirme que le Chef des opérations navales Gary Roughead a commandé une étude sur le déploiement accéléré de l'USS Freedom, avant la date prévue de 2012. Des sources anonymes au sein de Lockheed Martin ont indiqué que Roughead voulait utiliser le premier LCS pour patrouiller au large des côtes de la Somalie et lutter contre la Piraterie autour de la Corne de l'Afrique. Le 13 octobre 2009, le ministère de la Défense annonce que le LCS-1 sera déployé avec deux ans d'avance. À cette fin, 20 marins supplémentaires seront embarqués. John C. Harvey, Jr. déclare que suivant le succès du déploiement, l'équipage du navire serait potentiellement réajusté.

## Déploiement

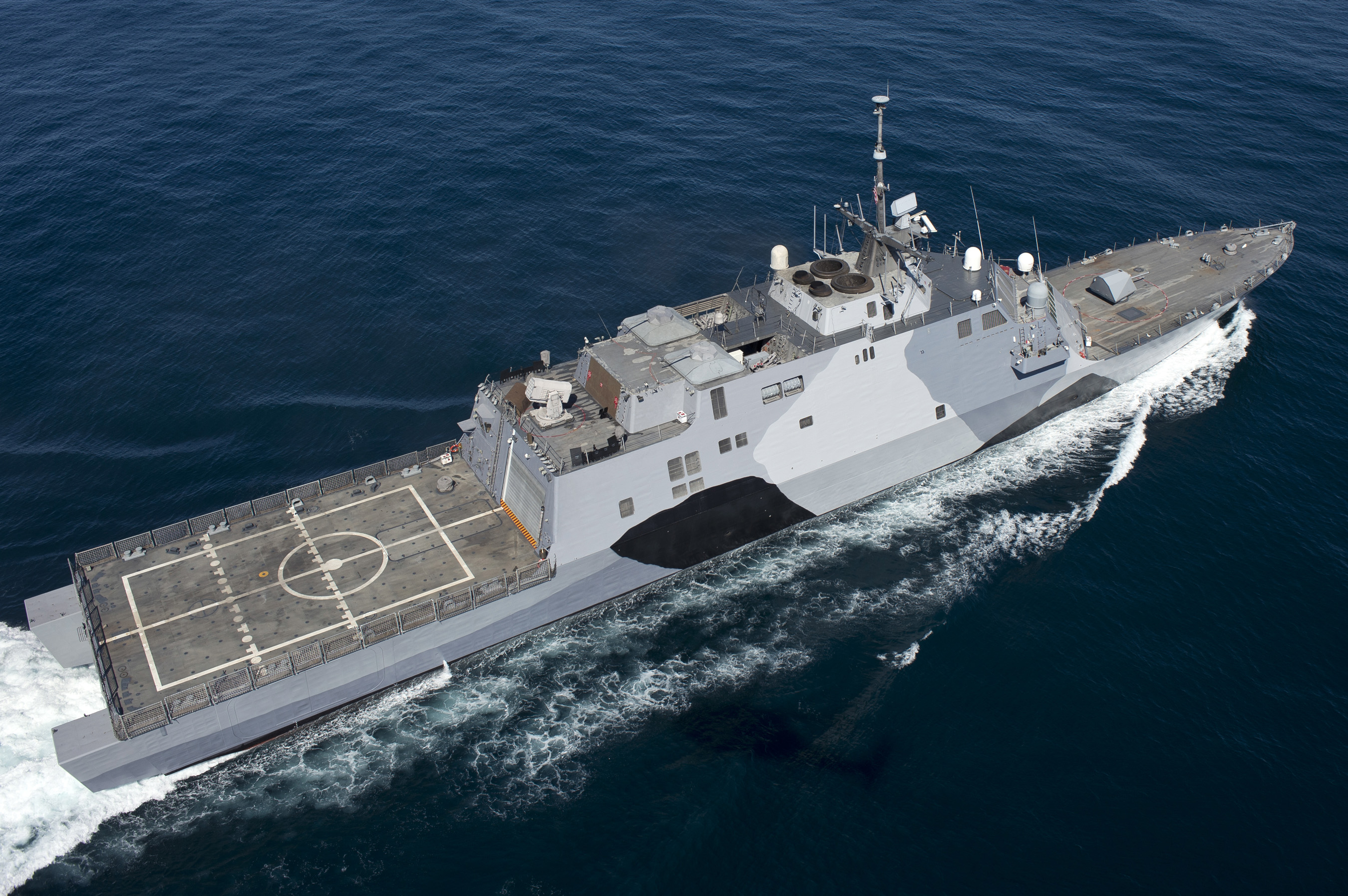
L'USS Freedom (LCS-1) en février 2013.

Le 15 février 2010, l'USS Freedom met le cap vers la base navale de Mayport pour son premier déploiement, afin de soutenir les opérations de l'United States Southern Command. Le 22 février, au large des côtes de la Colombie, le navire poursuit un bateau de trafiquants de drogue. Le bateau s'enfuit dans les eaux côtières de Colombie mais l'équipage de l'USS Freedom récupère 250 kg de cocaïne jetés par-dessus bord par l'équipage du bateau des trafiquants.
Le 4 avril 2010, l'USS Freedom entre dans la zone de responsabilité de la Troisième flotte américaine; transportant le Helicopter Sea Combat Squadron 22 (en), et un détachement de la Garde côtière des États-Unis.
Le 12 septembre 2010, la turbine à gaz Rolls-Royce MT30 (en) tribord tombe en panne et le navire est obligé d'utiliser ses moteurs Diesel pour rentrer au port. Le chef des opérations navales, l'amiral Gary Roughead, a souligné à ce sujet que les médias avaient « grossi l'affaire » et que ce genre de panne n'est pas rare.
Lors d'un gros coup de vent en mer, en février 2011, une fissure de six pouces (environ 15 cm) apparaît dans la coque. D'après la marine, le problème semble être causé par des soudures défectueuses et non une erreur de conception. Les réparations s'étalent du 27 juin au 19 septembre 2011.
En février 2012, le navire subit une série de voies d'eau mineures au large de la Californie du Sud. Un soufflet d'étanchéité gonflable est alors déployé afin de contenir l'inondation, et le navire doit rentrer à son port d'attache, San Diego. Le navire est redéployé en mai 2012.
En juillet 2012, l'USS Freedom rentre en cale sèche afin d'élargir le pont d'accostage et d'améliorer ses moyens de lutte contre les incendies. Après cet arrêt, le navire est redéployé au large de Singapour.
Le 15 janvier 2013, le directeur des essais et évaluation du département de la Défense rend son jugement sur le LCS-1 dans son rapport annuel. Le rapport est très critique sur les capacités opérationnelles de l'USS Freedom. Il remet en cause la capacité de survie du navire en cas de combat. Les capacités opérationnelles des hélicoptères embarqués sont aussi remises en cause. Le Mk44 Bushmaster II de 30 mm rencontre des problèmes de fiabilité. Le canon Mk110 de 57 mm est conçu différemment sur la classe Freedom, ce qui provoque des vibrations à haute vitesse et rend la précision des tirs difficile. Les systèmes d'armes intégrés et le radar air / surface de recherche montrent des problèmes de performance qui affectent le suivi et l'engagement des cibles.
Au début de 2013, le navire participe à un documentaire de la chaîne télévisée National Geographic Channel sur les navires de guerre du XXIe siècle.
En mars 2013, l'USS Freedom est à nouveau déployé à Singapour pour une durée de dix mois,. Le 11 mars 2013, il arrive à Hawaï. Le 18 avril, le navire arrive à la base navale de Changi à Singapour, et participe à des exercices militaires conjoints. En novembre 2013, l'USS Freedom livre des fournitures de secours aux Philippines après le passage du Typhon Haiyan.